# Paella

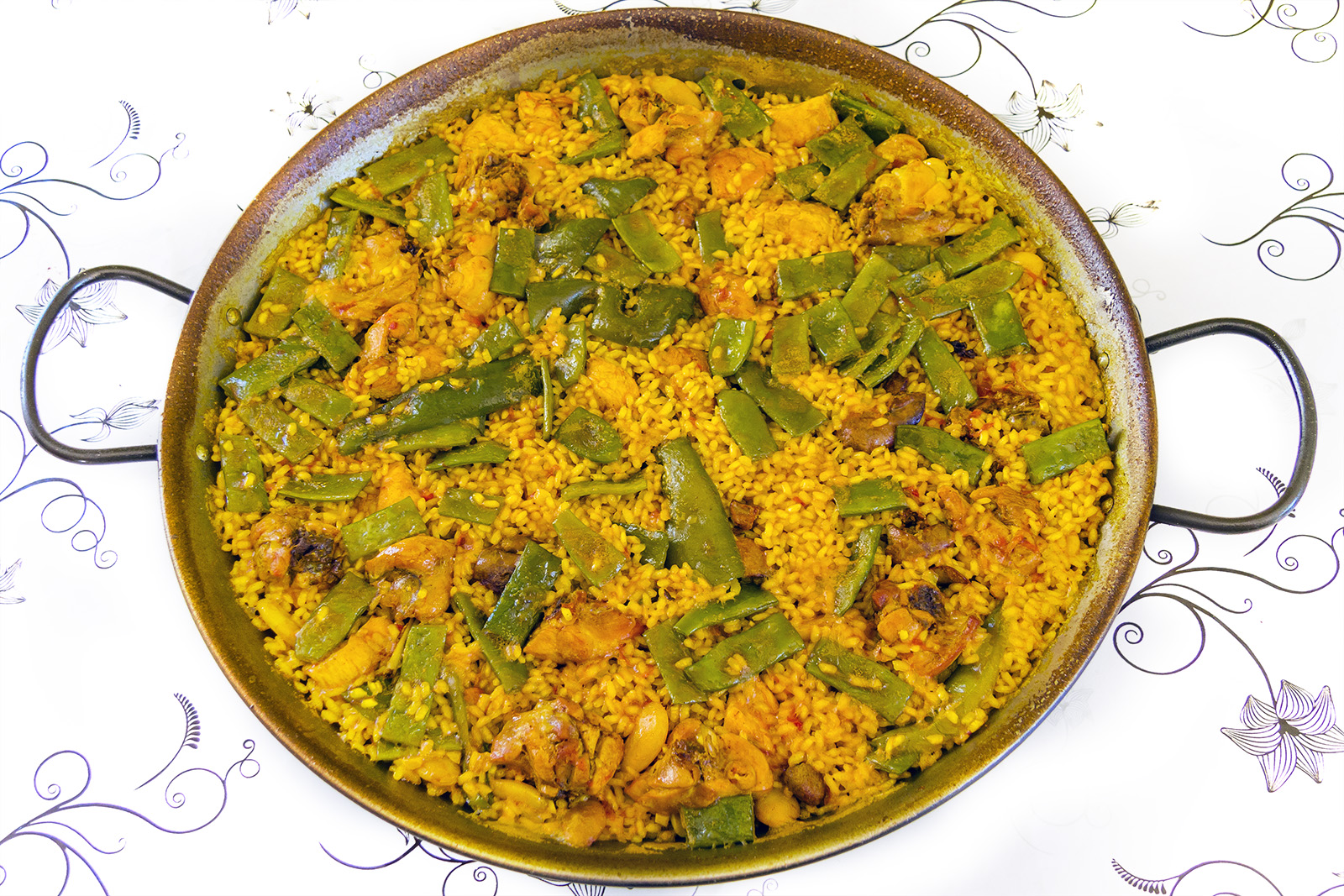
Egy különleges valenciai paella valenciana

A paella a leghíresebb spanyol étel. A sáfránnyal ízesített ételspecialitás regionális eredetű, ami azonban napjainkra Spanyolország nemzeti eledelévé vált.

## Története
A hagyomány szerint a Valencia melletti Abufera-tó nevű édesvízi lagúna környékén főzték először. Eredetileg angolnából, csigából és zöldbabból készítették. Egyes szakértők szerint a paella eredetileg sózott tőkehalból és rizsből álló böjtös étel volt. Ma a klasszikus paella valenciana alapját főleg a csirke- vagy nyúlhús adja. Ezt a szárazföld belsejében élő kertészek részesítették előnyben, míg a tenger gyümölcseivel dúsított változatát (paella marinera) érthető módon a halászközösségek. Az arabok által Valencia környékén meghonosított rizs adja az ételbe belekombinált „köretet”, amit a hívő spanyolok mindig kereszt alakban tesznek a serpenyőbe. A turisták számára persze igyekeznek minél gazdagabb változatokat az asztalra tenni, minden rendelkezésre álló földi jóval kiegészítve.

## Elkészítése

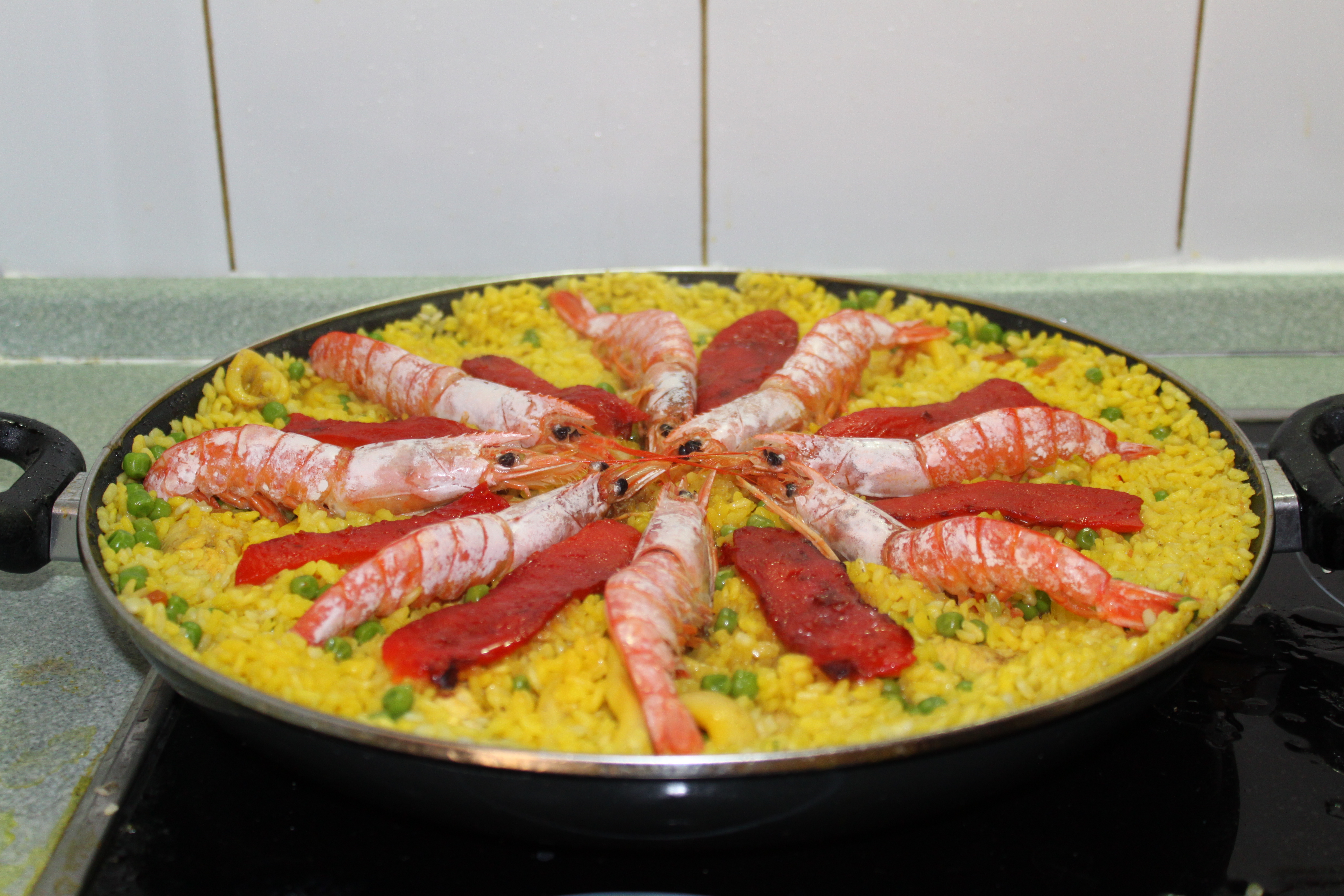
Egy látványos serpenyő, sáfránnyal színezett paella marinera garnélarákokkal

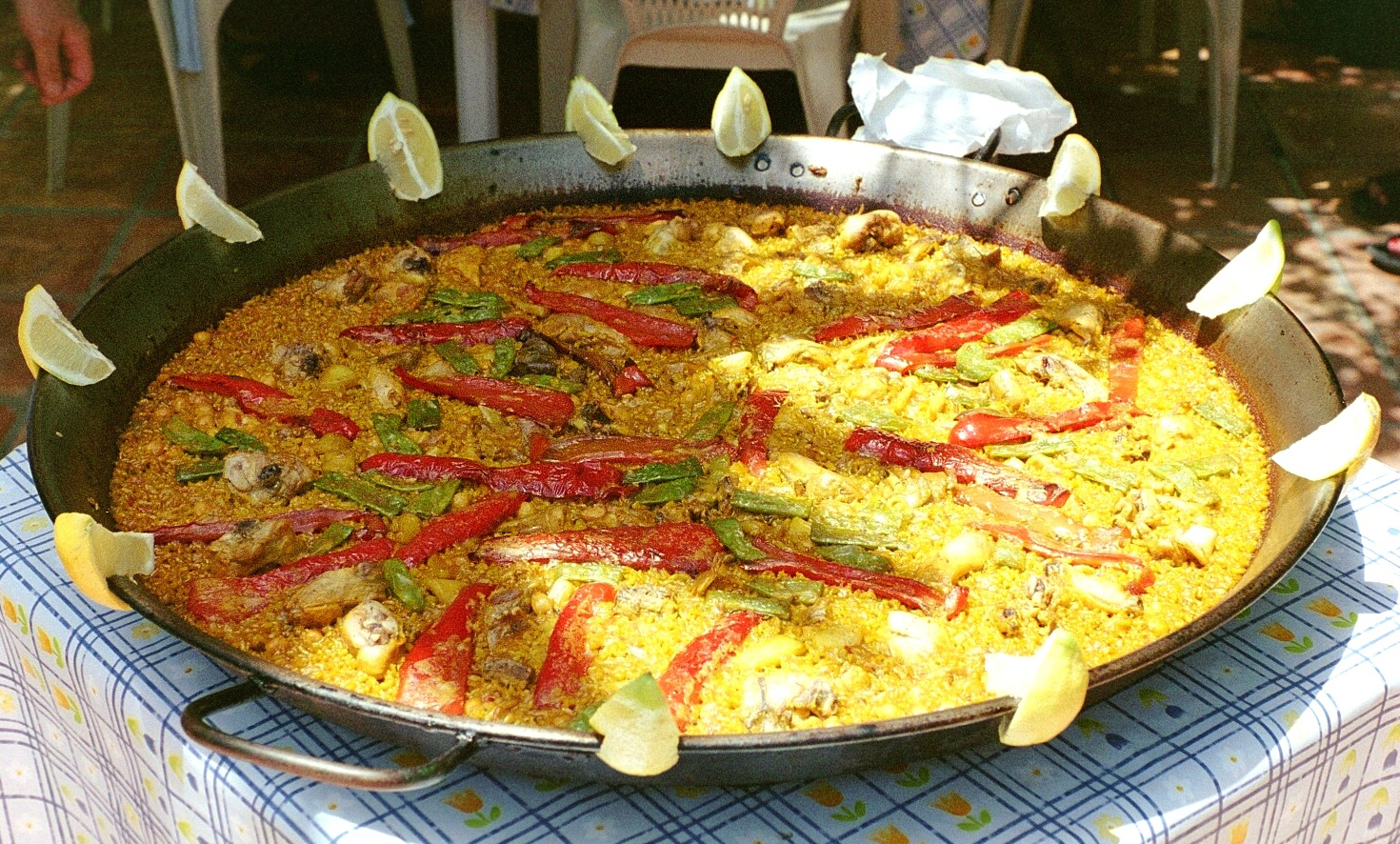
Egy paellával telt, citromkarikákkal díszített serpenyő

A paella egytálétel, amit fedő nélkül készítenek széles, lapos, kétfülű serpenyőben, amit keleten paellának, másutt paellerának neveznek. Az étel tulajdonképpen erről az edényről kapta a nevét. A rizst a La Mancha vidékén termesztett sáfránnyal színezik sárgára. A többi hozzávaló között lehet a murciai szárított édespaprika, az andalúziai olívaolaj és friss zöldségek, valamint a helyben termesztett citrom leve és egy kevés száraz fehér bor. A főzés során a rizst nem szabad keverni, ezért nagyon fontos az egyenletes hő, hagyományosan a fatüzelés.

## Fogyasztása
Hagyományosan egyenesen a serpenyőből fogyasztották, ki-ki a saját kanalával. Ma ünnepi eledel, fogyasztása családi vagy baráti összejövetelek fénypontja.

## Rokon ételek
Alicantéban hasonló módon készítik arroz abande-nek („külön rizs”) nevezett ételt, ahol külön tálalják a rizst a tenger gyümölcseihez. Az arroz negro (fekete rizs) színét és nevét a polip tintazsákjának köszönheti. Murcia tartomány specialitása a zöldséges paella. A legkülönlegesebb fajta paella-rokon a fideuá, amelyben a rizst tészta helyettesíti.